# Culture de Kyjatice
La culture de Kyjatice est une culture archéologique de l'Âge du bronze final, qui s'est développée dans le sud de la Slovaquie centrale, entre Kyjatice et Gemer, et dans le nord de la Hongrie, d'environ 1100 à 750 av. J.-C. C'est une subdivision locale de la culture des champs d'urnes, qui s'étend sur toute l'Europe centrale à cette époque.

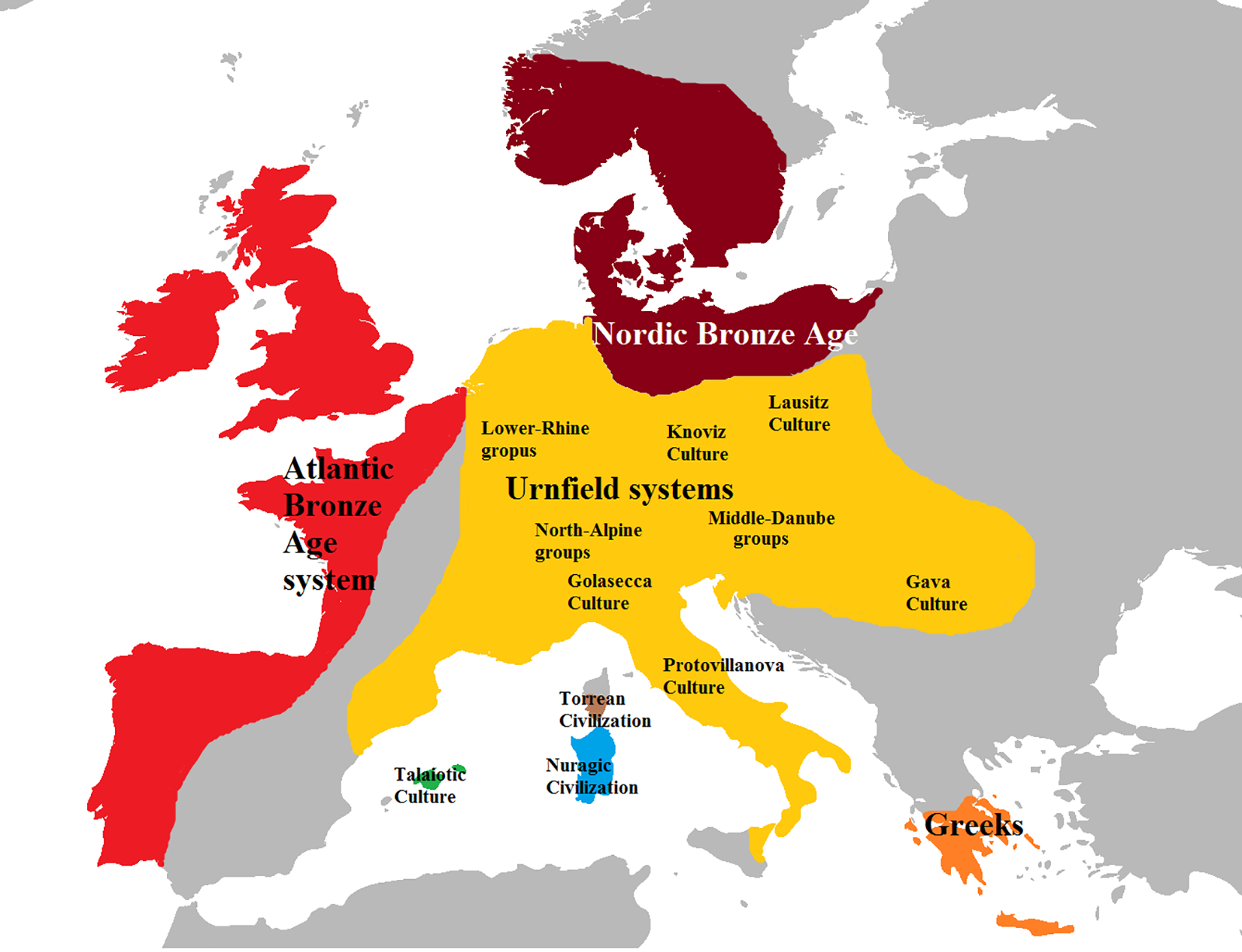
L'Europe à l'Âge du bronze récent.
En jaune : la culture des champs d'urnes.

## Historique
Cette culture tire son nom de la localité éponyme de Kyjatice, en Slovaquie. La dénomination a été proposée par J. Paulík en 1962.
En 1941, l'archéologue Vojtech Budinský-Křička a entamé des recherches archéologiques à Kyjatice et a trouvé 52 tombes datant de l'âge de pierre. Les recherches se sont poursuivies sous la supervision de Václav Furmánek en 1974 et en 1985. Les deux chercheurs ont trouvé de nombreux objets archéologiques, tels que des haches, des morceaux de couteau, des pièces de bronze, etc. Une fois les recherches terminées en 1985, un monument commémoratif a été érigé à environ 400 mètres au nord du village de Kyjatice.
B. Němcová a publié les premiers travaux sur la culture de Kyjatice. Les vestiges de la culture de Kyjatice ont d'abord été répertoriés avec ceux de la culture de Pilin, car Jan Eisner les a inclus dans la phase la plus récente de la culture de Pilin. Il a notamment associé les vestiges Kyjatice de la grotte de glace de Silická à la culture de Pilin, qui avait été définie par J.Böhm. P. Patay a également considéré que ce matériau était une évolution de la culture de Pilin. N. Kalicz l'a quant à lui associé à la culture de Gavian.
Les recherches de Václav Furmánek (à Radzovce et à Kyjatice) ont éclairé l’origine de la culture de Kyjatice. Il a affirmé la validité de la culture de Kyjatice et a démontré la continuité génétique des deux cultures sur la base des céramiques provenant du site funéraire de Radzovce. Grâce aux enquêtes et aux opérations de sauvetage de V. Furmánek, plusieurs sites de la culture de Kyjatice ont été identifiés.
En analysant les vestiges provenant du nord de la Hongrie, T. Kemenczei a confirmé que cette culture était valide. Selon lui, la culture de Kyjatice est issue du  mélange des cultures de Pilin et lusacienne avec des influences du Danube moyen. Dans sa monographie de 1984, il a souligné le rôle de la culture lusacienne en envisageant une expansion directe dans les régions de Slaná et de Hornád.

## Aire géographique
Les porteurs de la culture de Kyjatice vivaient dans le centre-sud de la Slovaquie et dans le nord de la Hongrie. Les limites nord et ouest de la culture de Kyjatice coïncident avec celles de la culture de Pilin. L'aire géographique de la culture de Kyjatice inclut les bassins d'Ipeľská, Lučenská et Rimavská, le plateau de Krupinská, Cerová vrchovina et les versants sud de la partie occidentale des monts Métallifères slovaques. En Hongrie, sa frontière occidentale est formée par les collines de Gödöllő et par la vallée d'Iplu. La limite sud longe les monts Matra et Bukovy. La limite orientale est formée par le karst slovaque et les rivières Bodva et Slaná. En Hongrie, La culture s'étend jusqu'au district de Gyöngyös et jusqu'à Hornád. Dans le nord de la Hongrie, les hommes de cette culture vivaient principalement dans les bassins et les vallées des rivières Iplu, Rimava, Slaná, Bodva et Hornád et habitaient les régions montagneuses.
De cette culture sont connus environ 300 sites, dont seulement quelques-uns ont été systématiquement fouillés (Radzovce, Kyjatice). Des recherches systématiques ont été menées sur les sites de Radzovce, en partie à Kyjatice, Stránská et Čeľovce. Des recherches à plus long terme ont été engagées sur le site Hradová, à Tisovec. En Hongrie, les sites de Sajószentpéteri, Hangon, Mátraszőlős ont été fouillés.

## Chronologie
La culture de Kyjatice est datée de l'Âge du bronze final, d'environ 1100 à 750 av. J.-C.
Elle se serait formée à partir de la culture locale de Pilin, avec des emprunts aux cultures voisines. La culture gaevienne aurait contribué notablement à sa formation. Plus tard, la culture lusacienne et les cultures du Danube moyen auraient contribué à son développement.
La culture de Kyjatice disparait à la fin de l'Âge du bronze. Son territoire serait resté dépeuplé pendant environ 200 ans. Seule la zone septentrionale aurait été immédiatement réoccupée par la culture suivante.

## Habitat
On trouve des établissements ouverts situés en plaine et des établissements fortifiés sur des hauteurs. La plupart sont néanmoins situés dans des vallées fluviales ou sur des pentes douces de faible altitude, souvent dans les mêmes lieux que les établissements de la culture de Pilin.

## Sépultures
Les morts étaient incinérés et leurs cendres déposées dans une urne enterrée dans le sol. L'emplacement était recouvert de pierres. Ce mode d'inhumation est un marqueur de cette culture.

## Vestiges
Dans les grottes occupées à la fin de la culture de Kyjatice ont été trouvés des masques de crânes humains et animaux, probablement liés à la magie et au culte.

## Génétique
Le squelette d'un jeune homme de la culture de Kyjatice a été trouvé dans un champ à l'est de Gyöngyössolymos, près de Heves, en Hongrie du Nord. Il appartient à l'haplogroupe J-Y17946, qui n'a pas de descendance agnatique chez les Européens actuels.